# بيت نتيف
بيت نَتّيف: هِي قَرية فلسطينية عربية، تَقع شَماليّ غَرب مَدينة الخليل بين صوريف وزكريا، وَيَبلغ مُتَوَسط ارتفاعها 425 متراً عن مستوى سطح البحر، عُرِفت بالعهد الروماني باسم بيت لِتِفا (Beyt Letepha) ومنه جاء اسمُها الحالي، ولقد اعْتَبرها بَعضُ العُلماء قائمةً في موقع تفّوح المذكور في العهد القديم (يشوع 15:34)، تَبعد القرية مسافَةَ 20 كم جنوب غرب القدس، في منتصف الطريق الروماني القَديم بين بيت جبرين والقدس، كما تبعد مسافة 21 كم شَمال غَرْب مدينة الخليل، احْتُلت القرية عام 1948 إثْرَ النكبة، واقام عليها الاحتلال الصّهيوني عام 1950 مدينة بيت شيمش.

## الموقع الجغرافي
تَنْهضُ القَرْيةُ على إحدى قِمَمِ المَنطِقة الغَربية من جبال الخليل، مشرفةً على امتداد ساحلي في الغرب، ومواجِهةً سلسلةً من الجبال في الشرق. كانت بيت نتيف تبعد كيلومتراً واحداً إلى الشمال من طريق بيت جبرين-بيت لحم العام (اليوم شارع رقم 375). وكانت طرق فرعية تصلها بقرى عجور وزكريا وجرش وعلار وصوريف وبيت نوبا وبيت عطاب ودير آبان المحيطة.
يحدها من الشّمال مدينة القدس، ومن الشّرق قرية الجبعة (بيت لحم) وصوريف، ومن الجنوب بلدة بيت جبرين، ومن الغرب زكريا وعجور. تبدأ المجاري العليا لوادي السنط من جنوبي بيت نتيف، فيما يرفد وادي بولس المار بشمال القرية وادي الصرار.

## السّكان
بَلغ عدد السّكان في القرية عام 1931 حوالي 1,649 نسمة، وفي عام 1945 تزايد إلى 2,150 نسمة، وقُبَيل النكبة وصل إلى حوالي 2,494 نسمة، وفي عام 1998 قُدِرَ عدد اللاجئين منها حوالي 15,316 نسمة. أَقْدمُ العائلات التي سَكنت بيت نَتّيف من العائلات الموجودة حالياً هي عائلة الشّواقيق (وهي اصل البلد كما يقال)، وقيل كانوا يُسَمّون أبو صَبحة أو قوم عليوة ولكل تَسمية قصة، وهُم عائلة قليلةُ العدد الآن، وقد ذُكِر أنّهم قَد شارفوا على الانقراض أيام الغزو بالدفاع عن البلد. وتضم القرية أيضاً عائلة الشواكيك أل تركي، وال دندن وأبناء جابر حسن، ودار أب، وقاسم وال نصر الله، أمّا باقي العائلات فقد قَدِمت إلى البلد من مناطق مختلفة داخل فلسطين خارجها.وأكثرها من مدينة الإسماعيلية في مصر لذلك يقال لأبناء البلد (السماعنة) ولهم ديوان في عمان الآن بهذا الاسم (ديوان السماعنة).

## حارات القرية
كانت القرية مقسمَةً إلى ثلاث حارات:
- أولا: الحارة التّحتى (حارة الجَمارنة): وسُمّيت بذلك لان أصحاب هذه الحارة نزلوا في أرض جمرين، وقد كان سكانها أكثر سكان القرية عددا وكانوا زعماء القرية، بزعامة الشيخ يوسف اخميسً (مختار البلد)، ويروى بأنّ الجمارنة تنتمي إلى أبٍ واحد.

- ثانيا: الحارة الفَوْقى (حارة الكفرية): وسُمّيت بهذا الاسم لأنّ أصحاب هذه الحارة نزلوا في الكفر.

- ثالثا: حارة المشايخ: وسُمّيت بذلك لأنّ أصحاب هذه الحارة نزلوا في خِربة الشيخ وقد عُرفَ عنا كثرة الشيوخ والدراويش فيها، ويرجع نسبهم إلى الشيخ عطا الله عبد الكريم المشايخ.

## النّشاط الاقتصادي
في سنة 1596، كانَت بيت نَتّيف قرية من ناحية القدس (لواء القدس)، ويسكنها 572 نسمة، يُؤَدون الضّرائب على عددٍ من الغِلال كالقمح والشعير والزيتون والفاكهة، بالإضافة إلى عَناصر أُخرى منَ الإنتاج كالماعِز وخلايا النحل. في أواخر القرن التاسع عشر، كانت بيت نتيف تشمخ عالياً على جبل مسطّح القمة بين واديين فسيحين، وكانت محاطة ببساتين الزيتون، بينما كان الواديان دونَهُا مزروعين ذرة. كان سُكان القرية يَسْتمدون مِياه الشُرب من ثلاثِ آبارٍ تقع عند أطراف القرية. وكانوا يعتمدون في مَعيشتهم على المَزروعات البَعْلية وتربية المواشي، ويزرعون الحُبوبَ والخَضْروات والأَشْجار المُثمرة، كالكرمة والزيتون. في سنة 1944، كان ما مجموعه 20149 دونماً مخصصاً للحبوب، و688 دونماً مروياً أو مستخدماً للبساتين.

## الاثار
تُمثلُ القَرية مَوقعاً أثرياً يشتمل على كهوفَ وصهاريجَ وأرضياتٍ من الفسيفساء وآثار طريق روماني. في سنة 1934، أَشْرف الأستاذ ديمتري برامكي من دائرة الآثار في زمن الانتداب، على إدارة عملية تنقيب في صهريجين فيها؛ فاسْتُخرِجَت خزفيات يعود تاريخها إلى ما بين القرنين الأول للميلاد والثالث للميلاد وإضافة إلى ذلك، تم اكتشاف اثنتي عشرة خربة في جوار بيت نتيف.
كان شَكْل القرية العام على هيئة نجمة، بأحيائها المنفصلة وشوارعها العريضة. وكان سكانها من المسلمين لهم فيها مسجد ومقامات عدة، أبرزها مَقام لشيخ يدعى إبراهيم. وكان فيها أيضاً مدرسة ابتدائية، ومتاجر منتشرة في الأحياء كافة.

## احتلال القرية وتطهيرها عرقيًا
احتلت الكتيبة الرابعة، التابعة للواء هرئيل، بيت نتيف في أثناء عملية ههار. لكن ثمة بعض التناقض في التقارير الإسرائيلية المتعلقة باحتلال القرية. فبينما كانت القوات الإسرائيلية تتقدم، تفيد رواية الهاغاناه أن بيت نتيف احتلت «بعد مقاومة خفيفة». وتذكر الرواية يوم 22 تشرين الأول - أكتوبر 1948 تاريخاً لاحتلال القرية، بينما يذكر تقرير البلماح اليوم السابق له تاريخاً للهجوم. وقد جاء في «تاريخ حرب الاستقلال» أنه «عثر في بيت نتيف على صرر السكان الذين كانوا ينوون - كما يبدو- ترك القرية، لكن لم يتح لهم الوقت لأخذ أمتعتهم معهم.» كان موقع القرية استراتيجياً؛ وهذا ما سمح للقوات الإسرائيلية، بعد احتلالها، بقطع طريق بيت لحم - عجّور- بيت جبرين، «شريان المواصلات المهم بالنسبة إلى نظام القوات المصرية في هذا القطاع.» وقد تواصلت الغارات الإسرائيلية في منطقة بيت نتيف خلال الأشهر الفاصلة بين احتلالها وتوقيع معاهدة الهدنة في نيسان- أبريل 1949. ويذهب المؤرخ الإسرائيلي بيني موريس إلى أن الهدف كان طرد اللاجئين الذين قدموا إليها من القرى المجاورة، والذين ضربوا خيامهم في المنطقة الواقعة إلى الجنوب من بيت نتيف.
يعرّف «تاريخ الهاغاناه» بيت نتيف بأنها «قرية الذين قتلوا أل 35»؛ إشارة إلى طابور من البلماح مؤلف من 35 جندياً، سحق بعد أن أرسل في كانون الثاني- يناير 1948 للمشاركة في معركة صوريف (ظهر الحجة) التي دارت حول بعض المستعمرات في المنطقة. إلا إن تقارير صحيفة «نيويورك تايمز» التي صدرت في ذلك الوقت، أشارت إلى أن وحدة البلماح، وهي جزء من قوة صدامية أرسلت للمشاركة في معركة كفار عصيون، ضلت الطريق- فيما يبدو- فوقعت في كمين بالقرب من قرية صوريف. هذا، وتفيد الرواية العربية بأن القوات الصهيونية هاجمت هذه القرية عمداً، وسيطرت عليها لأكثر من ساعة قبل أن تطرد منها. وقد نجم عن الاشتباكات في صوريف تطويق الهاغاناه للقرى الثلاث المجاورة، دامت أكثر من 24 ساعة. ولم يرد أي ذكر لعدد الإصابات في التقرير الذي بعث به مراسل صحيفة «نيويورك تايمز».

## المستوطنات الصهيونية التي اقيمت على ارض القرية
أُنشئت أربع مستعمرات على أراضي القرية: 
- نتيف هلامد- هي في سنة 1949،

- إفيعيزر وروغليت ونفي ميخائيل في سنة 1958.[7]

## القرية اليوم
تَتبعثر أكوام من الأنقاض، التي أزاحتها الجرافات، على مساحة كبيرة. وتنتصب ست دعائم فولاذية وسط الأنقاض في مركز الموقع. وتشاهَد بين الركام، أيضاً، بقايا مداخل منازل مقوّسة. وثمة قبران كبيران مفتوحان في الركن الشمالي الشرقي، ويبدو ما فيهما من عظام جلياً للعيان. وثمة إلى الشرق من الموقع رقعة يغطيها، بشكل متباعد، نبات الصّبار وشجر الخروب والزّيتون.

## معرض صور

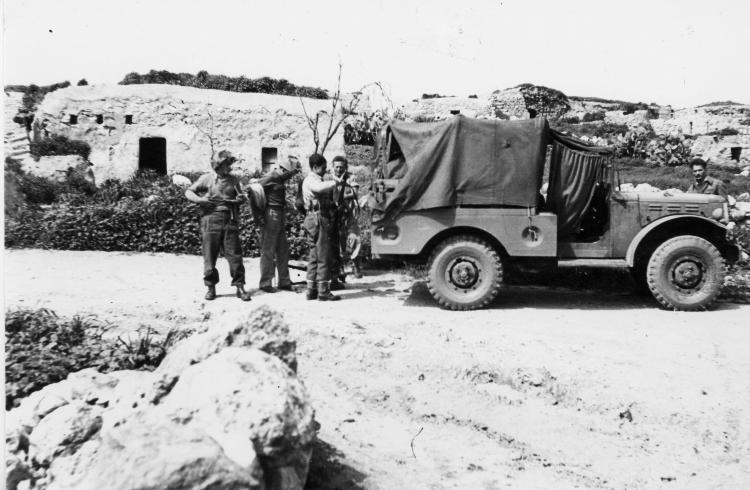
العصابات الصهيونية اثناء احتلال القرية
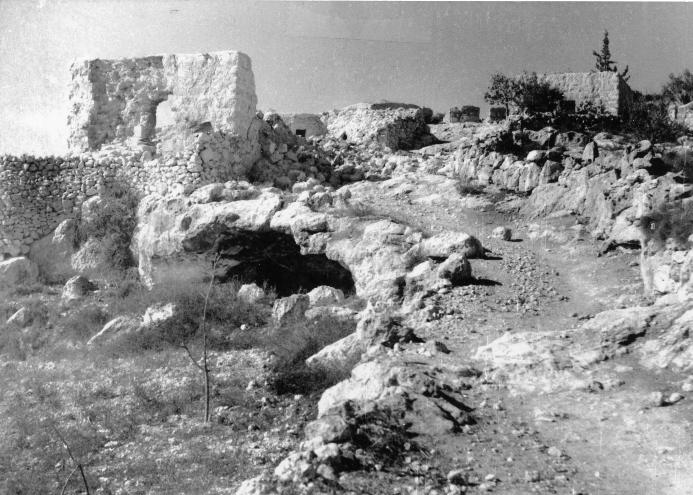
قرية بيت نتيف المُهَجرة
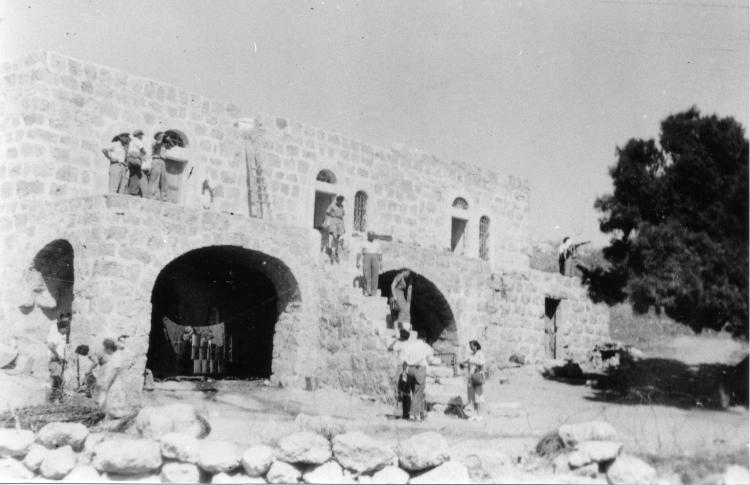
قرية بيت نتيف المُهَجرة
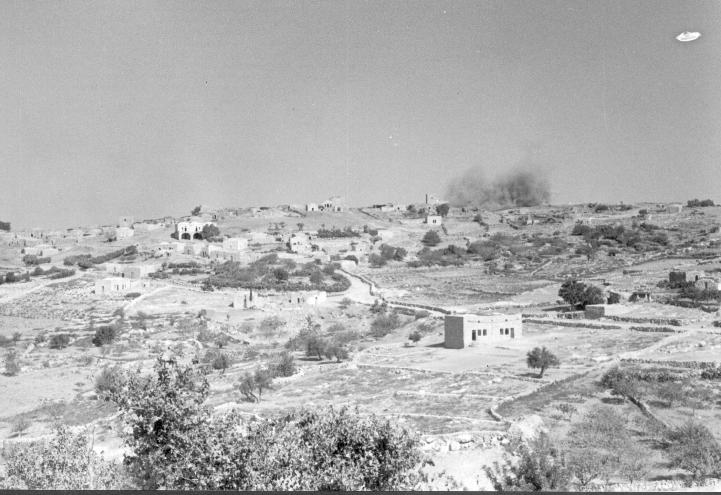
قرية بيت نتيف المُهَجرة
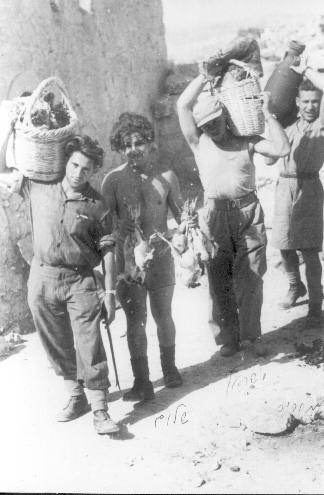
أهالي قرية بيت نتيف المُهجرة اثناء النكبة 1948